# Phalacrocorax
Phalacrocorax é um gênero de aves que se alimentam de peixes da família dos corvos-marinhos (Phalacrocoracidae).

## Taxonomia
O género Phalacrocorax foi introduzido pelo zoólogo francês Mathurin Jacques Brisson em 1760, com o corvo-marinho-de-faces-brancas (Phalacrocorax carbo) como espécie-tipo.
Anteriormente, muitas outras espécies de corvo-marinho foram classificadas no género Phalacrocorax, mas em anos recentes muitas delas transitaram para outros géneros.

## Géneros e espécies
Actualmente o género Phalacrocorax compreende as seguintes 12 espécies:
- Corvo-marinho-dos-baixios, Phalacrocorax neglectus
- Corvo-marinho-de-socotra, Phalacrocorax nigrogularis
- Corvo-marinho-de-pitt, Phalacrocorax featherstoni
- Corvo-marinho-de-pintas, Phalacrocorax punctatus
- Corvo-marinho-da-tasmânia, Phalacrocorax fuscescens
- Corvo-marinho-alvinegro, Phalacrocorax varius
- Corvo-marinho-preto, Phalacrocorax sulcirostris
- Corvo-marinho-indiano, Phalacrocorax fuscicollis
- Corvo-marinho-do-cabo, Phalacrocorax capensis
- Corvo-marinho-japonês, Phalacrocorax capillatus
- Corvo-marinho-de-peito-branco, Phalacrocorax lucidus
- Corvo-marinho-de-faces-brancas, Phalacrocorax carbo